# Vlakanac-Radinje
Vlakanac-Radinje este o arie protejată (sit de importanță comunitară — SCI) din Croația întinsă pe o suprafață de 2.922,93 ha, integral pe uscat.

## Localizare
Centrul sitului Vlakanac-Radinje este situat la coordonatele 45°08′10″N 17°36′07″E / 45.136027°N 17.601822°E.

## Înființare
Situl Vlakanac-Radinje a fost declarat sit de importanță comunitară în iulie 2013 pentru a proteja 1 specie de animale.

## Biodiversitate
Situată în ecoregiunea continentală, aria protejată conține 1 habitat natural: Lacuri eutrofice naturale cu vegetație de tip Magnopotamion sau Hydrocharition.
La baza desemnării sitului se află o specie protejată de  nevertebrate: libelule (Leucorrhinia pectoralis).